# الحبيل (بعدان)

تعديل مصدري - تعديل

الحبيل محلة تابعة لقرية السناحي، التابعة لعزلة بني عواض بمديرية بعدان إحدى مديريات محافظة إب في الجمهورية اليمنية، بلغ تعداد سكانها 55 حسب تعداد اليمن لعام 2004.